# Зенковци
Зенковци (словен. Zenkovci, мађ. Zoltánháza) је насељено место у општини Пуцонци, Помурска регија, Словенија.

## Историја
До територијалне реорганизације у Словенији били су у саставу старе општине Мурска Собота.

## Становништво
У попису становништва из 2011. године, Зенковци су имали 371 становника.
| Број становника према пописима | Број становника према пописима | Број становника према пописима |
| ------------------------------ | ------------------------------ | ------------------------------ |
| 1991                           | 2002                           | 2011                           |
| 437                            | 354                            | 371                            |